# 348 May
För andra betydelser, se May.
348 May eller 1892 R är en asteroid i huvudbältet, som upptäcktes 28 november 1892 av den franske astronomen Auguste Charlois. Den är uppkallad efter den tyske författaren Karl May.
Asteroiden har en diameter på ungefär 82 kilometer.